# ヴィクトル・アレシャンデル・ダ・シウヴァ
ヴィチーニョ（Vitinho）ことヴィクトル・アレシャンデル・ダ・シウヴァ（ポルトガル語: Victor Alexander da Silva、1999年7月23日 - ）は、ブラジル・ベロオリゾンテ出身のサッカー選手。ボタフォゴFR所属。ポジションはDF。

## クラブ歴
6歳の時にクルゼイロECの下部組織に加入。2018年、U-20コパ・リベルタドーレスで3試合2得点の活躍をし、トップチームに昇格。5月19日にホビーニョに代わって出場しプロ初出場。
2018年7月13日にサークル・ブルッヘと5年契約を締結。
2022年7月28日、バーンリーFCに加入した。
2024年8月30日、ボタフォゴFRに移籍した。

## 代表歴
2018年、クルゼイロでトップチームに昇格するとU-20代表に招集されるようになった。同年12月13日、2019 南米ユース選手権のメンバーに選ばれた。

## タイトル
バーンリー
- EFLチャンピオンシップ：2022-23